# San José del Puente
San José del Puente är en ort i Mexiko, tillhörande Cuautitlán kommun i delstaten Mexiko. San José del Puente ligger i den centrala delen av landet och tillhör Mexico Citys storstadsområde. Orten hade 1 820 invånare vid folkmätningen 2010.